# Fuze Tea
Fuze Tea – niegazowany, bezalkoholowy napój herbaciany przeznaczony do spożywania na zimno, produkowany przez firmę Coca-Cola HBC Poland. Marka jest obecna od 2012 roku w 52 krajach. W Polsce napój Fuze Tea sprzedawany jest od 2018 roku w opakowaniach: puszki (330 ml), butelki PET (500 ml, 1,5 l) oraz szklane butelki (250 ml).
Fuze Tea zastąpiła Nestea od stycznia 2018 roku, gdyż licencję na produkcję i dystrybucję Nestea na polskim rynku przejęła Hoop Polska.

## Smaki
Produkt jest dostępny w kilku smakach:
- czarna herbata i brzoskwinia z nutką hibiskusa
- czarna herbata i cytryna z nutką trawy cytrynowej
- zielona herbata i mango z dodatkiem rumianku
- zielona herbata i limonki z dodatkiem mięty
- zielona herbata i cytrusy
- zielona herbata i marakuja bez cukru